# Nymphargus ignotus
Nymphargus ignotus är en groddjursart som först beskrevs av Lynch 1990.  Nymphargus ignotus ingår i släktet Nymphargus och familjen glasgrodor. IUCN kategoriserar arten globalt som nära hotad. Inga underarter finns listade i Catalogue of Life.